# Eucharis cuprea
Eucharis cuprea is een vliesvleugelig insect uit de familie Eucharitidae. De wetenschappelijke naam is voor het eerst geldig gepubliceerd in 1840 door Blanchard.